# Károly Kovács (football)
Dans le nom hongrois Kovács Károly, le nom de famille précède le prénom, mais cet article utilise l’ordre habituel en français Károly Kovács, où le prénom précède le nom.
Pour acteur, voir Károly Kovács.
Károly Kovács, appelé Charles Kovacs dans la presse en France, né le 12 mars 1908 à Szombathely, mort le 23 février 1966 à Nice, est un footballeur hongrois, devenu français, ayant fait carrière en France au poste de demi-centre ou d'inter.
Il est le frère aîné de Lazlo Kovacs, footballeur comme lui à Antibes puis à l'AS Saint-Étienne.

## Carrière
Károly Kovács commence sa carrière de footballeur en Hongrie et joue notamment au Sabaria FC (hu), le club de sa ville natale, et au Ferencváros en 1929-1930,. En 1932, alors qu'est organisé le premier championnat de France de football professionnel, il est recruté par un de ses clubs fondateurs, l'Olympique d'Antibes. Kovács ne rejoint cependant la France que la saison suivante du fait de ses obligations militaires. Pour sa première saison, il se classe parmi les meilleurs buteurs du championnat  (certaines sources indiquent 17 buts, d'autres un peu moins). Il joue toujours régulièrement la saison suivante mais connaît moins de réussite. Il est cependant alors décrit par la presse comme un « excellent footballeur », puissant physiquement.
Il signe avec l'AS Cannes en 1935 et joue quatre autres saisons en première division,. Marié en 1934 à Nice à Laure Cravetto,, une Française, et père de famille, il obtient en mars 1938 la nationalité française - mais n'est cependant jamais appelé en sélection. Il est laissé libre par le club cannois en 1939. 
Il retrouve son frère en 1941 au Valence sportif (qui n'est pas alors qu'un club de rugby). Tous deux jouent en 1942-1943, comme défenseurs, à l'USA Perpignan, avec laquelle ils atteignent la finale sud de la Coupe de France, perdue face à l'Olympique de Marseille,. Lazlo meurt subitement en octobre 1943.  
Il décède le 23 février 1966 à Nice,.

## Statistiques
En six saisons de championnat de France (deux avec Antibes et quatre avec Cannes), il dispute de l'ordre de 130 matchs et inscrit une trentaine de buts.
| Saison                | Club                  | Championnat           | Championnat | Championnat | Coupe(s) nationale(s) | Coupe(s) nationale(s) | Total | Total |
| Saison                | Club                  | Division              | M.          | B.          | M.                    | B.                    | M.    | B.    |
| 1933-1934             | FC Antibes            | D1                    | 20          | 13 à 17     | -                     | -                     | 20    | 17    |
| 1934-1935             | FC Antibes            | D1                    | 17          | 3           | 2                     | 0                     | 19    | 3     |
| 1935-1936             | AS Cannes             | D1                    | 20          | 6           | 3                     | 2                     | 23    | 8     |
| 1936-1937             | AS Cannes             | D1                    | 19          | 2           | 5                     | 0                     | 24    | 2     |
| 1937-1938             | AS Cannes             | D1                    | 29          | 0           | 4                     | 0                     | 33    | 0     |
| 1938-1939             | AS Cannes             | D1                    | 27          | 2           | -                     | -                     | 27    | 2     |
| Total sur la carrière | Total sur la carrière | Total sur la carrière | 132         | 30          | 14                    | 2                     | 146   | 32    |